# Agonum thoracicum
Agonum thoracicum är en skalbaggsart som beskrevs av Pierre François Marie Auguste Dejean. Agonum thoracicum ingår i släktet Agonum och familjen jordlöpare. Inga underarter finns listade i Catalogue of Life.